# Beregnagyalmás
Beregnagyalmás (ukránul: Яблунів [Jablunyiv]) település Ukrajnában, Kárpátalján, a Munkácsi járásban.

## Fekvése
Munkácstól délkeletre, Kisrétfalu és Beregkisalmás közt fekvő település.

## Története
1910-ben 564 lakosából 3 magyar, 127 német, 434 ruszin volt. Ebből 21 római katolikus, 430 görögkatolikus, 113 izraelita volt.
A trianoni békeszerződés előtt Bereg vármegye Munkácsi járásához tartozott.